# 佐々木愛 (アナウンサー)
佐々木 愛 （ささき あい、1983年4月20日 - ）は、日本のフリーアナウンサー。元福井放送（FBC）アナウンサーで、主に福井県内で活動していた。本名は白嵜 愛（しらさき あい、結婚後）。

## 略歴
福井県坂井市出身。福井県立福井商業高等学校を卒業。同級生に元広島東洋カープ外野手の天谷宗一郎がいた。
仁愛大学を卒業後、2006年にFBCに入社。同期には廣瀬隼也（現広島ホームテレビ）、吉川圭一（現北陸朝日放送）がいた。2013年3月末をもってFBCを退社し、フリーアナウンサーに転向。
2018年5月16日、福井県警察と厚生労働省近畿厚生局麻薬取締部により大麻取締法違反（所持）の疑いで飲食店経営の夫とともに大野市内の自宅で逮捕された。
福井地裁は懲役1年、執行猶予3年（求刑懲役1年）の判決を言い渡した。

## 過去の担当番組
FBCテレビ
- おじゃまっテレ（フライデーMC、金曜中継）
- Newsリアルタイムふくい（駅前中継）
- イケてる福井
- ドリーマーズ（不定期）
- おじゃまっテレ ワイド&ニュース（愛のもう一品）
- イケてる福井 ワイド&ニュース（スタジオ担当）
- おはようふくい730（不定期）

FBCラジオ
- かたいけの（2010年4月 - 2011年3月）
- ちゅんちゅんサタデー（2011年4月 - 2013年3月）
- FBCラジオ土曜スペシャル

FM福井
- ラジアップ（金曜日、2014年10月 - 2015年9月）